# Зајасовник (Камник)
Зајасовник (словен. Zajasovnik) је насељено место у општини Камник, Средњесловенска регија, Словенија. Део је насеља Зајасовник, које је административним границама подељено на два насеља: Зајасовник (Камник) и Зајасовник (Вранско).

## Историја
До територијалне реорганизације у Словенији био је у саставу старе општине Камник.

## Становништво
У попису становништва из 2011. године, Зајасовник је имао 26 становника.
| Број становника према пописима | Број становника према пописима | Број становника према пописима |
| ------------------------------ | ------------------------------ | ------------------------------ |
| 1991                           | 2002                           | 2011                           |
| 39                             | 34                             | 26                             |

Напомена: Године 2011. извршена је мања размена територија између насеља Зајасовник и Згорњи Мотник.